# Cử tạ tại Đại hội Thể thao Đông Nam Á 2021
Cử tạ là một trong những môn thể thao tranh tài tại Đại hội Thể thao Đông Nam Á 2021 ở Việt Nam, được tổ chức từ ngày 19 đến 22 tháng 5 năm 2022 (vì tình hình Đại dịch COVID-19 lúc đó diễn biến rất phức tạp tại các quốc gia Đông Nam Á), tại Trung tâm huấn luyện và thi đấu thể dục thể thao ở thành phố Hà Nội.

## Địa điểm
| Hà Nội                                                  |
| ------------------------------------------------------- |
| Trung tâm huấn luyện và thi đấu thể dục thể thao Hà Nội |
| Sức chứa: CXĐ                                           |

## Các quốc gia tham dự
Tổng cộng có 7 quốc gia sẽ tham gia tranh tài môn cử tạ tại Đại hội Thể thao Đông Nam Á 2021:
- Indonesia
- Malaysia
- Myanmar
- Philippines
- Singapore
- Thái Lan
- Việt Nam

## Bảng tổng sắp huy chương
| Hạng               | NOC                | Vàng | Bạc | Đồng | Tổng số |
| ------------------ | ------------------ | ---- | --- | ---- | ------- |
| 1                  | Thái Lan (THA)     | 6    | 5   | 1    | 12      |
| 2                  | Việt Nam (VIE)     | 3    | 4   | 4    | 11      |
| 3                  | Indonesia (INA)    | 3    | 3   | 4    | 10      |
| 4                  | Philippines (PHI)  | 2    | 1   | 1    | 4       |
| 5                  | Malaysia (MAS)     | 0    | 1   | 3    | 4       |
| 6                  | Myanmar (MYA)      | 0    | 0   | 1    | 1       |
| Tổng số (6 đơn vị) | Tổng số (6 đơn vị) | 14   | 14  | 14   | 42      |

## Danh sách huy chương
| MR | Kỷ lục SEA Games | NR | Kỷ lục quốc gia |

### Nam
| Nội dung | Vàng                              | Vàng   | Bạc                             | Bạc | Đồng                                 | Đồng |
| -------- | --------------------------------- | ------ | ------------------------------- | --- | ------------------------------------ | ---- |
| 55 kg    | Lại Gia Thành · Việt Nam          | 268 MR | Thada Somboon-uan · Thái Lan    | 256 | Mohamad Aniq Kasdan · Malaysia       | 252  |
| 61 kg    | Eko Yuli Irawan · Indonesia       | 290    | Muhammad Aznil Bidin · Malaysia | 287 | Nguyễn Ngọc Trường · Việt Nam        | 286  |
| 67 kg    | Witsanu Chantri · Thái Lan        | 312    | Mohammad Yasin · Indonesia      | 308 | Đinh Xuân Hoàng · Việt Nam           | 306  |
| 73 kg    | Rahmat Erwin Abdullah · Indonesia | 345 MR | Anucha Doungsri · Thái Lan      | 321 | Muhammad Erry Hidayat · Malaysia     | 316  |
| 81 kg    | Suepsuan Natthawut · Thái Lan     | 355    | Rizki Juniansyah · Indonesia    | 354 | Nguyễn Quốc Toàn · Việt Nam          | 340  |
| 89 kg    | Muhammad Zul Ilmi · Indonesia     | 337    | Bùi Tuấn Anh · Việt Nam         | 334 | Phachametrithi Tharaphan · Thái Lan  | 325  |
| 89+ kg   | Rungsuriya Panya · Thái Lan       | 349    | Nguyễn Minh Quang · Việt Nam    | 348 | Muhammad Hafiz Shamsuddin · Malaysia | 342  |

### Nữ
| Nội dung | Vàng                             | Vàng      | Bạc                               | Bạc | Đồng                                 | Đồng |
| -------- | -------------------------------- | --------- | --------------------------------- | --- | ------------------------------------ | ---- |
| 45 kg    | Thanyathon Sukcharoen · Thái Lan | 174       | Khổng Mỹ Phượng · Việt Nam        | 172 | Siti Nafisatul Hariroh · Indonesia   | 162  |
| 49 kg    | Surodchana Khambao · Thái Lan    | 195       | Phạm Đình Thi · Việt Nam          | 183 | Rosegie Ramos · Philippines          | 179  |
| 55 kg    | Hidilyn Diaz · Philippines       | 206       | Sanikun Tanasan · Thái Lan        | 203 | Natasya Beteyob · Indonesia          | 188  |
| 59 kg    | Hoàng Thị Duyên · Việt Nam       | 204       | Pimsiri Sirikaew · Thái Lan       | 196 | Ta Boer Yar Naw · Myanmar            | 191  |
| 64 kg    | Phạm Thị Hồng Thanh · Việt Nam   | 230 MR    | Elreen Ando · Philippines         | 223 | Tsabitha Alfiah Ramadani · Indonesia | 216  |
| 71 kg    | Vanessa Sarno · Philippines      | 239 MR NR | Siriyakorn Khaipandung · Thái Lan | 223 | Restu Anggi · Indonesia              | 212  |
| 71+ kg   | Duangaksorn Chaidee · Thái Lan   | 279       | Nurul Akmal · Indonesia           | 252 | Nguyễn Thị Kim Vân · Việt Nam        | 251  |